# Peso da Régua
Peso da Régua là một huyện thuộc tỉnh Vila Real, Bồ Đào Nha. Huyện này có diện tích 96 km², dân số thời điểm năm 2001 là 18832 người.